# Sint-Jan Baptistkerk (Rollegem-Kapelle)

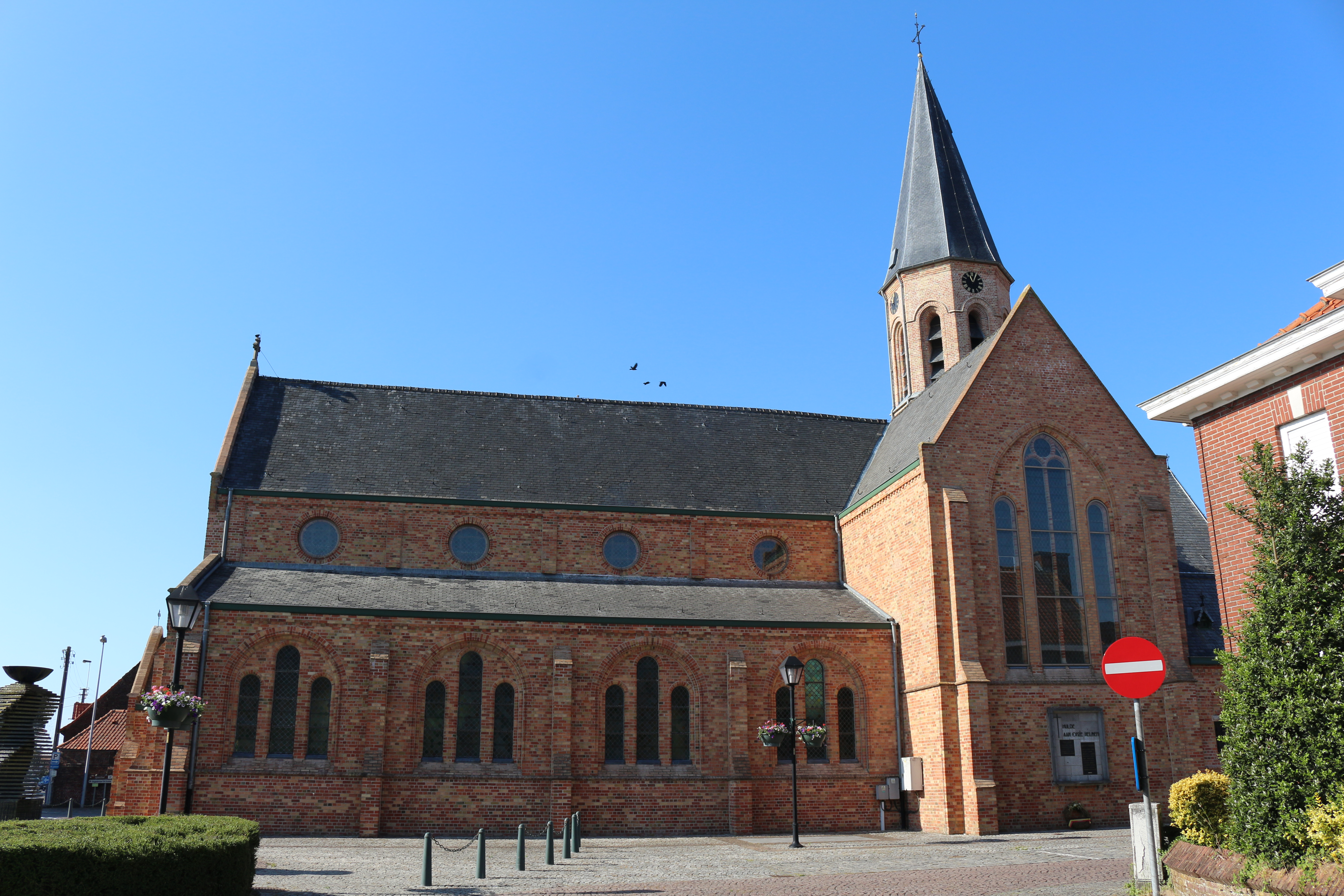

De Sint-Jan Baptistkerk is de parochiekerk van de tot de West-Vlaamse gemeente Ledegem behorende plaats Rollegem-Kapelle, gelegen aan het Sint-Jansplein.

## Geschiedenis
Sinds 1213 stond hier een kapel, gesticht door Willem van Rollegem. Omstreeks 1640 werd deze kapel nog uitgebreid, evenals in 1761. In 1801 werd Rollegem-Kapelle een zelfstandige parochie die zich afsplitste van die van Moorsele.
In 1910 werd de oude kerk afgebroken en een nieuwe gebouwd, naar ontwerp van Jules Carette.

## Gebouw
Het betreft een georiënteerde bakstenen basilicale kruiskerk met romaanse en gotische stijlelementen. De slanke toren werd tegen de noordoostelijke hoek van transept en koor aangebouwd. Deze heeft een vierkante basis, een achtkante klokkenverdieping en een zeskante spits.
De kerk heeft een voornamelijk neogotisch meubilair. De glas-in-loodramen zijn van 1934.